# Brussels Droh!me Golf Club
 (août 2025).
Si vous disposez d'ouvrages ou d'articles de référence ou si vous connaissez des sites web de qualité traitant du thème abordé ici, merci de compléter l'article en donnant les références utiles à sa vérifiabilité et en les liant à la section « Notes et références ».
Pour les articles homonymes, voir Bruxelles (homonymie).
Le Brussels Droh!me Golf Club, situé à Watermael-Boitsfort est un parcours de golf de 9 trous installé dans l'agglomération bruxelloise.

## Historique
Le Brussels Golf Club, créé en 1987, a terminé ses activités le 31 octobre 2014 pour devenir le Brussels Droh!me Golf Club.

## Voir aussi

Image panoramique du Brussels Droh!me Golf Club avec, dans le fond, les anciennes tribunes de l'Hippodrome de Boitsfort.